# Phintella suknana
Phintella suknana är en spindelart som beskrevs av Prószynski 1992. Phintella suknana ingår i släktet Phintella och familjen hoppspindlar. Inga underarter finns listade i Catalogue of Life.